# 武田モトキ
武田モトキ（たけだ もとき、本名：武田 基樹、1974年 - ）は、日本の現代音楽の作曲家。福岡県出身。ペンネームは、本名から名前をカタカナにしたものである。

## 略歴
作曲を松平頼暁、山本裕之に師事。現音作曲新人賞入選(1996,1997)、第1回JFC作曲賞受賞(2001)などの賞歴を持つ。作品は海外でも演奏された。

## 作風
極度に希薄な音楽的密度を保つ傾向は、デビュー時から変わっていない。二本のヴァイオリンとピアノとトロンボーンの為の「夏風の中に(1997)」ではトロンボーンが終始プラクティス・ミュートを付けられている為、本来の合奏で得られる共鳴とは逆転現象が起きる。「チューダーの薔薇(1998)」では不意なアップボウイングの連続、「アリア フェリックス・ゴンザレス＝トレースのために(2001)」では元々持っていた資質に持続性が加わっている。
ほとんどPPPPPと沈黙の使用であるにもかかわらず、妙に親しみやすい音選択を故意に用いる瞬間が聴き手をくすぐる。硬直した現代音楽の凝りや伝統の垢が感じられない、「人間が知覚する、本来の聴き易さ」を求める態度に変わりはない。